# Ерленбах (Цюрих)
Ерленбах (нім. Erlenbach ZH) — громада в Швейцарії в кантоні Цюрих, округ Майлен.

## Географія
Громада розташована на відстані близько 100 км на північний схід від Берна, 9 км на південний схід від Цюриха.
Ерленбах має площу 2,9 км², з яких на 54,5% дозволяється будівництво (житлове та будівництво доріг), 20,5% використовуються в сільськогосподарських цілях, 24,2% зайнято лісами, 0,7% не є продуктивними (річки, льодовики або гори).

## Демографія
2019 року в громаді мешкало 5592 особи (+6,4% порівняно з 2010 роком), іноземців було 23%. Густота населення становила 1935 осіб/км².
За віковим діапазоном населення розподілялося таким чином: 21,7% — особи молодші 20 років, 58,7% — особи у віці 20—64 років, 19,6% — особи у віці 65 років та старші. Було 2392 помешкань (у середньому 2,3 особи в помешканні).
Із загальної кількості 1934 працюючих 27 було зайнятих в первинному секторі, 135 — в обробній промисловості, 1772 — в галузі послуг.

## Галерея

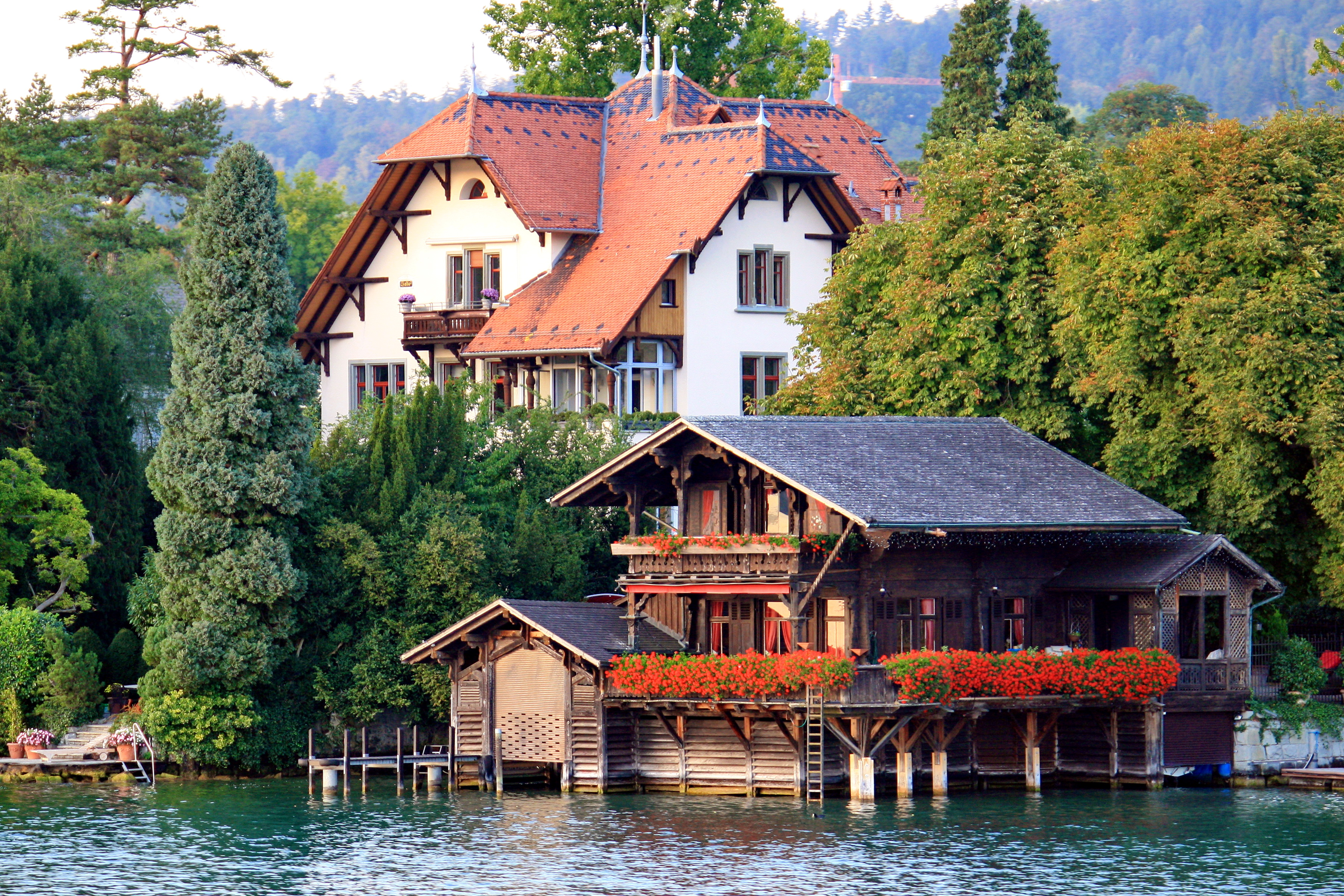
Будинок на Цюрихському озері